# Ernst Zermelo
Ernst Friedrich Ferdinand Zermelo [érnst frídrih férdinand cermélo], nemški matematik, *  27. julij 1871, Nemško cesarstvo (sedaj Nemčija), † 21. maj 1953, Freiburg im Breisgau, Zahodna Nemčija (sedaj Nemčija).
Zermelovo delo je imelo velik vpliv na temelje matematike in zaradi tega na filozofijo. Znan je po svojem dokazu izreka o dobri urejenosti in svoji aksiomatizaciji teorije množic.

## Življenje in delo
Leta 1889 je končal berlinsko Luisenstädtisches Gymnasium. Nato je študiral matematiko, fiziko in filozofijo na univerzah v Berlinu, Halleju in Freiburgu. Doktoriral je leta 1894 na Univerzi v Berlinu s področja variacijskega računa (Untersuchungen zur Variationsrechnung). Ostal je na Univerzi v Berlinu, kjer je postal Planckov asistent. Pod njegovim vodstvom je začel raziskovati v hidrodinamiki. Leta 1897 je odšel v Göttingen, tedaj vodilno središče matematičnega raziskovanja na svetu, kjer je leta 1899 končal svojo habilitacijsko dizertacijo.
V letu 1910 je zapustil Göttingen, ker so ga imenovali za predstojnika katedre za metematiko na Univerzi v Zürichu. Tu je ostal do leta 1914. Leta 1926 so ga imenovali za častnega profesorja v Freiburgu im Breisgau. Leta 1935 je s tega mesta odstopil, ker se ni strinjal s Hitlerjevim režimom. Na koncu 2. svetovne vojne je na lastno željo spet sprejel častno profesuro v Freiburgu.
Zermelo je temeljito sistematiziral teorijo neskončnih množic s pomočjo sistema aksiomov, ki jo je pozneje še prilagodil Fraenkel, in se sedaj imenuje Zermelo-Fraenklova teorija množic. Leta 1908 je Zermelo objavil članek, v katerem je predstavil svoj sistem aksiomov za takšno teorijo. Po njem se imenuje Zermelov aksiom, ki je enakovreden Kuratowski-Zornovi lemi: Naj bo {\displaystyle M\,} poljubna družina nepraznih množic. Obstaja vsaj ena funkcija {\displaystyle f\,} z definicijskim območjem {\displaystyle M\,}, tako da je funkcijska vrednost {\displaystyle f(A)\,} element množice {\displaystyle A\,} za vsako množico {\displaystyle A\,} iz družine {\displaystyle M\,}. Da ga ne moremo dokazati, je dokazal Cohen.